# Abel Luciatti
Abel Luciatti (født 18. februar 1993) er en argentinsk fodboldspiller.
Han har spillet for flere forskellige klubber i sin karriere, herunder Renofa Yamaguchi FC.